# Provincia Équateur
Équateur este una dintre cele 25 noi provincii ale Republicii Democratice Congo, create în reîmpărțirea din 2015.
Provinciile Équateur, Mongala, Nord-Ubangi, Sud-Ubangi și Tshuapa sunt rezultatul divizării fostei provincii Équateur. Noua provincie a fost formată din districtul Équateur și orașul Mbandaka, administrat independent, care și-a păstrat statutul de capitală de provincie.